# Bundesgymnasium und Bundesrealgymnasium Franklinstraße 21

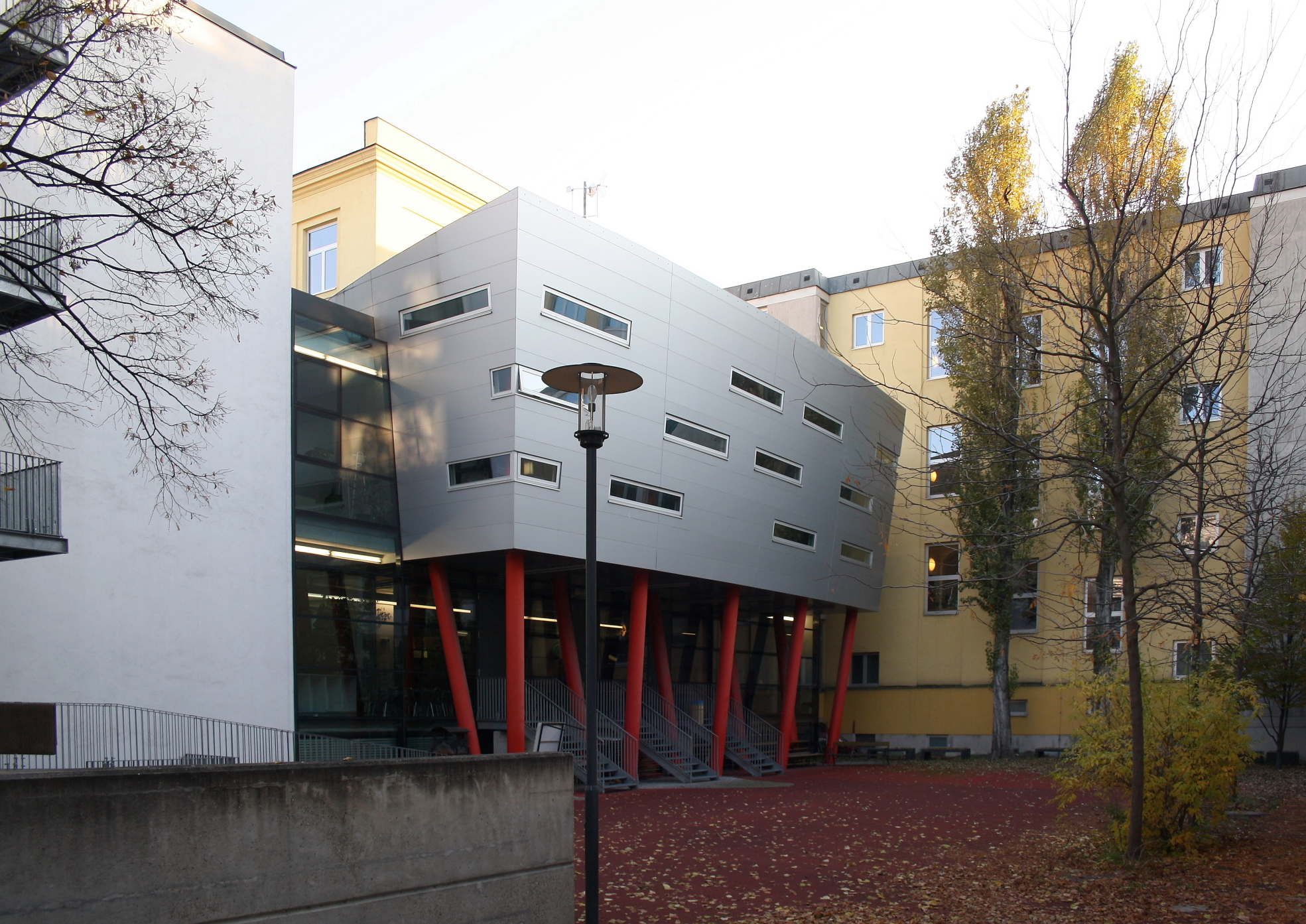
Der Schulhof; rechts der Altbau, links der Zubau und mittig die Verbindung der beiden Gebäude

Das Bundesgymnasium und Bundesrealgymnasium Franklinstraße 21 („das 21er“) ist eines der zwei Gymnasien auf der Franklinstraße in Floridsdorf, Wien. Es ist dem Bahnhof Floridsdorf nahe, zwischen Fahrbachgasse und Freytaggasse gelegen. Im Dezember 2020 besuchten die 917 Schülerinnen und Schüler die Schule. Sie wurden in 39 Klassen und von 90 Lehrern unterrichtet.

## Geschichte
Die Schule wurde als erstes Gymnasium in Floridsdorf im Jahr 1900 errichtet, der Unterricht wurde am 21. September 1900 aufgenommen. Die damals reine Knabenschule bestand aus einem Gebäude mit angrenzendem Schulhof sowie einem naheliegenden Sportplatz.
Ab 1949 wurde an der Schule koedukativ unterrichtet. Nach dem Zweiten Weltkrieg war die Schule so stark beschädigt, dass sie saniert werden musste. Deshalb kam 1955 ein Pavillon für den Unterricht im Schulhof dazu. 1975 war die Generalsanierung beendet, trotzdem kam 1993 erneut ein Schulpavillon vorübergehend dazu, der zehn Klassen beherbergen konnte. 1998 wurden die Planungsarbeiten für einen Neubau begonnen, der im Oktober 2000 fertig errichtet war. Derzeit (2021) sind dort vor allem Sondersäle sowie einige Klassen untergebracht.
Die Schule besteht aktuell (2022) aus einem Altbau in der Franklinstraße und einem an die Schliemanngasse grenzenden Neubau. Zwischen den zwei Gebäuden befindet sich der Schulhof und der Lesehof. Der Lesehof besteht aus einer Rampe, über die man zu der Verbindung zwischen Altbau und Neubau gelangt. Auf der anderen Seite dieser Verbindung ist der Schulhof, der von Altbau und Neubau umgeben ist.
Über ein Glasfaserkabel mit einer 1000-MBit/s-Verbindung ist das Gymnasium an den Vienna Internet Exchange angeschlossen.

## Ausbildung, Sport und Freizeit
Das 21er bietet als weiterführende Zweige ein Gymnasium und ein Realgymnasium an. Wahlpflichtfächer und Freigegenstände dienen der Vertiefung von Begabungen und Interessen sowie der Persönlichkeitsbildung. Genauere Informationen sind der aktuellen Website zu entnehmen (www.21er.at).
Ergänzend wird eine breite Palette an unverbindlichen Übungen, welche größtenteils am Nachmittag stattfinden, bereitgestellt. Eine beaufsichtigte Nachmittagsbetreuung verbindet Lernen mit verschiedenen Freizeitaktivitäten.
Das Floridsdorfer Bad wird für den Schwimmunterricht genutzt.
Die naheliegende Jugendsportanlage Ringelseeplatz wird im Sommer für den Sportunterricht genutzt.

## Personen

### Direktoren/Direktorinnen seit 1900
- 1900–1912 Anton Polaschek
- 1913–1917 Anton Stangl
- 1917–1923 Franz Sturm
- 1923–1928 Robert Gall
- 1928–1929 Karl Pilizotti
- 1929–1945 Hermann Hinghofer
- 1945–1947 Ludwig Neschett
- 1947–1950 Norbert Adler
- 1950–1965 Wolfgang Dürrheim
- 1965–1982 Markus Bittner (Dienstfreistellung als Vizepräsident des Stadtschulrats für Wien und Landtagsabgeordneter sowie Gemeinderat von Wien)
- 1965–1971 Oskar Eisenstädter (provisorischer Leiter)
- 1971–1975 Felix Brunner (provisorischer Leiter)
- 1976–1986 Günther Wall (ab 1982 Direktor, vorher provisorischer Leiter)
- 1986–1994 Walter Zirnig
- 1994–2003 Rudolf Höfelsauer
- 2003–2004 Heinz Sassmann (interimistisch)
- 2004–2020 Karl-Heinz Hochschorner
- 2020–2021 Dagmar Höfferer-Brunthaler (interimistisch)
- seit September 2021 Katharina Zambo

### Bekannte Schüler und Absolventen
- Hannes Androsch (1938–2024); Unternehmer, SPÖ-Politiker und Steuerberater (Maturajahrgang 1956)
- Walter Blasi (* 1954); Militärhistoriker
- Michael Göbl (* 1954); Historiker, Archivar und Heraldiker (Maturajahrgang 1975)
- Gustav Holzmann (1926–1973); Geograph
- Lukas Mandl (* 1979); österreichischer Politiker (wechselte nach der Unterstufe im Jahr 1993 an die Handelsakademie in der Ungargasse in Wien-Landstraße)
- Karl Markovics (* 1963); Schauspieler (Maturajahrgang 1981)
- Hermann Nitsch (1938–2022); Maler und Aktionskünstler (nicht abgeschlossen, wechselte an die Graphische Lehr- und Versuchsanstalt in Wien)[4]
- Erika Pluhar (* 1939); Schauspielerin und Autorin (Maturajahrgang 1957)
- Georg Regner (* 1953); österreichischer Sprinter und Olympiateilnehmer 1972